# Nikolai Asmus Clausen

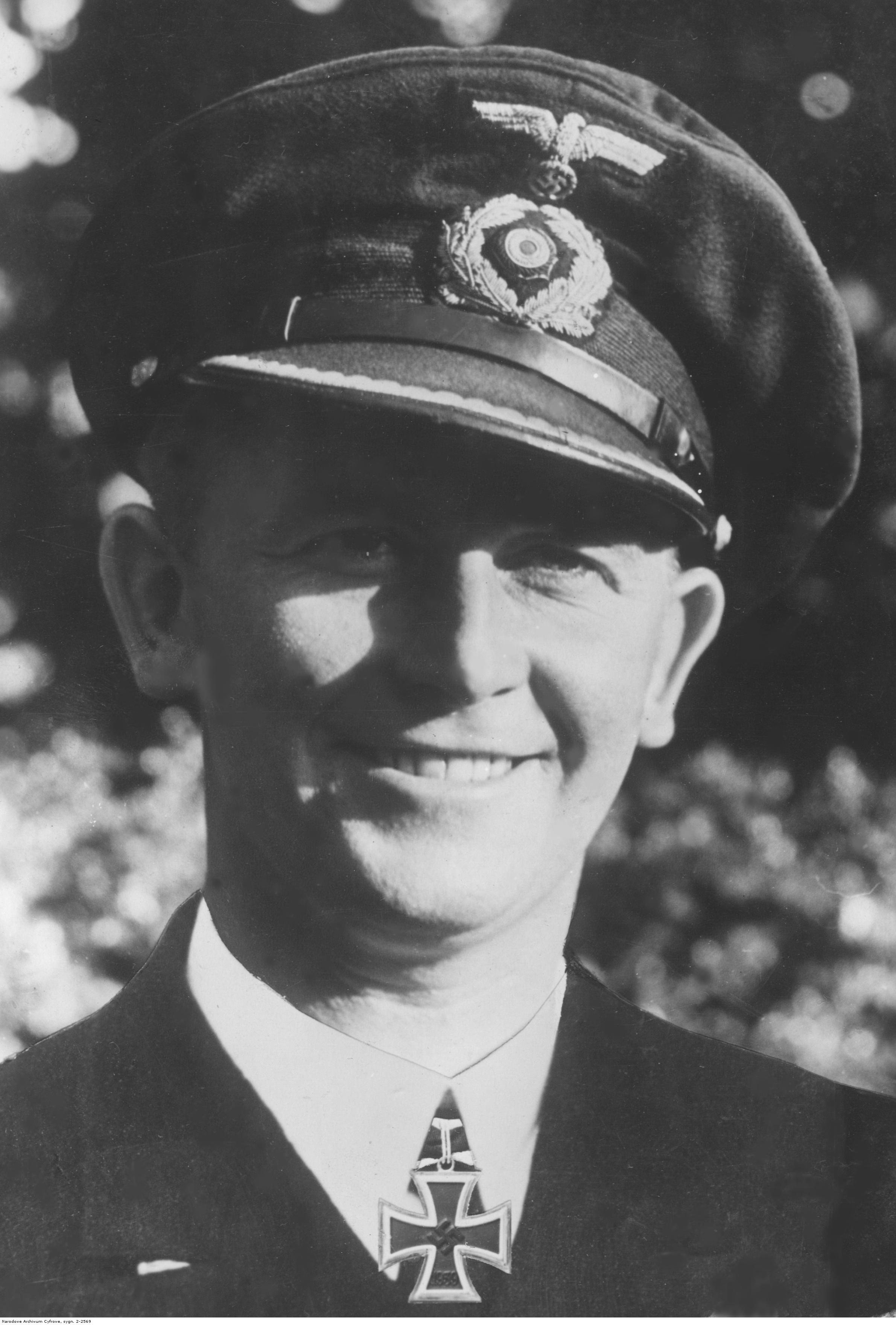
Kapitänleutnant Asmus Nicolai Clausen, wahrscheinlich nach der Verleihung des Ritterkreuzes.

Nikolai Asmus Clausen (* 2. Juni 1911 in Flensburg; † 16. Mai 1943 im Atlantik westlich von Madeira) war ein deutscher Marineoffizier im Zweiten Weltkrieg. Er wurde postum zum Korvettenkapitän befördert. Auf acht Feindfahrten als U-Boot-Kommandant versenkte er 23 Schiffe mit 74.813 BRT. Hätte die tatsächliche Tonnage seiner Versenkungen seinen Meldungen entsprochen, wäre Clausen unter die deutschen U-Bootasse des Zweiten Weltkriegs zu zählen.

## Militärische Laufbahn
Clausen trat am 15. Oktober 1929 in die Reichsmarine ein und diente dort bis zum 26. September 1930 in der 1. Kompanie der I. Marine-Artillerieabteilung. Nach seiner Grundausbildung war er vom 15. Oktober 1929 bis zum 26. September 1930 Hilfssignalgast und Befehlsübermittler auf dem Torpedoboot T 185 der 1. Torpedobootshalb-Flottille, wo er am 1. Oktober 1931 zum Obermatrosen befördert wurde. Anschließend kehrte er zu seiner Stammkompanie zurück und war vom 30. März bis zum 15. Juni 1933 Offiziersanwärter auf dem Segelschulboot Orion sowie auf mehreren Lehrgängen. Vom 1. Oktober 1933 bis zum 8. Juli 1934 war Clausen Ausbildungs-Unteroffizier auf der Gorch Fock, wo er am 1. Oktober 1933 zum Matrosengefreiten und am 1. November 1933 zum Bootsmannsmaat ernannt wurde. Am 22. September 1934 wurde Clausen Stammpersonal auf der Gorch Fock und brachte es dort bis zum 27. September 1935 zum Hilfs-Oberbootsmann im Dienstrang eines Obersteuermanns.
Zum 28. September 1935 wechselte Clausen zur U-Boot-Waffe und absolvierte bis zum 20. April 1936 diverse U-Lehrgänge. Am 21. April 1936 wurde er Obersteuermann auf U 26. Zum 9. März 1937 absolvierte Clausen einen weiteren Lehrgang, in dessen Verlauf er am 1. Mai 1937 zum Fähnrich zur See ernannt wurde. Nach dessen Beendigung zum 18. Mai 1937 wurde Clausen tags darauf zum Panzerschiff Admiral Graf Spee versetzt, wo er bis zum 27. März 1938 als Divisionsleutnant eingesetzt war. Hier erfolgten seine Beförderungen zum Oberfähnrich zur See am 1. Oktober 1937 und Leutnant zur See am 1. Januar 1938. Anschließend war er bis zum 31. März 1939 Zugoffizier bei der 1. Marineunteroffizierslehrabteilung. Am 1. April 1939 wurde Clausen, unter gleichzeitiger Beförderung zum Oberleutnant zur See, Kommandant des Tenders Frauenlob. Diese Position hatte er, mit einer drei-monatigen Lehrgangsunterbrechung, bis zum 28. November inne; das Boot wurde nach Kriegsausbruch am 3. September in Minensuchboot M 134 umbenannt und der neu aufgestellten 4. Minensuchflottille zugeteilt.
Feindfahrten als Kommandant
U 37
1. 28. November 1940 bis 7. Januar 1941 (5 Schiffe, zusätzlich zwei verbündete Schiffe)
2. 30. Januar 1941 bis 18. Februar 1941 (3 Schiffe mit 4.781 BRT versenkt)
3. 27. Februar 1941 bis 22. März 1941 (2 Schiffe mit 3.141 BRT versenkt)

U 129
1. 27. Juli 1941 bis 30. August 1941
2. 27. September 1941 bis 8. Oktober 1941
3. 21. Oktober 1941 bis 28. Dezember 1941
4. 25. Januar 1942 bis 5. April 1942 (7 Schiffe mit 25.619 BRT versenkt)

U 182
1. 9. Dezember 1942 bis 16. Mai 1943 (5 Schiffe mit 30.071 BRT versenkt)

### U-Bootkommandant
Anschließend kehrte er zur U-Boot Waffe zurück und war vom 29. November 1939 bis zum 9. Juni 1940 I. Wachoffizier auf U 37. Er absolvierte vom 3. Juli bis zum 14. August eine Kommandantenausbildung und wurde am 4. September 1940 kurzzeitig Kommandant von U 142, mit dem er jedoch zu keiner Feindfahrt auslief. Am 26. Oktober übernahm er U 37, mit dem er bis zum Mai 1941 zu drei Feindfahrten auslief, wobei er zwölf Schiffe versenkte. Eines davon, das spanische Segelschiff  San Carlo, das Ballast fuhr, versenkte er – obwohl es sich um das Schiff einer neutralen Nation handelte, das nicht in Kampfhandlungen verwickelt war – auf Sicht durch Artilleriebeschuss. Irrtümlich attackierte Clausen darüber hinaus am 19. Dezember 1940 zwei vichy-französische Schiffe, die Rhône und das U-Boot Sfax, worüber er jedoch im Kriegstagebuch von U 37 keinen Eintrag fertigte. Am 1. Januar 1941 wurde Clausen zum Kapitänleutnant befördert. Am 21. Mai wurde er Kommandant auf U 129, mit dem er auf vier Feindfahrten sieben Schiffe mit 25.619 BRT versenkte. Am 12. März 1942 wurde Clausen für seine Feindfahrten in amerikanischen Gewässern namentlich im Wehrmachtbericht genannt und einen Tag später mit dem Ritterkreuz des Eisernen Kreuzes ausgezeichnet.
Nach einer Baubelehrung für das im Bau befindliche U 182 wurde Clausen am 30. Juni 1942 dessen Kommandant und lief mit ihm zu einer Feindfahrt von Horten in den Südatlantik aus. Auf dieser konnte er noch einmal fünf Schiffe mit 30.071 BRT versenken. Am 16. Mai 1943 wurde U 182 durch den US-Zerstörer USS MacKenzie westlich von Madeira durch Wasserbomben versenkt. Es gab keine Überlebenden. Am 5. April 1945 wurde Clausen postum mit Wirkung zum 1. Mai 1945 zum Korvettenkapitän befördert.